# Добромир Ташков
Добромир Ташков (10 април 1925 – 26 май 2017 г.) е български футболист, централен нападател, и треньор по футбол.

## Кариера
Играе за Шипченски сокол и Спартак (Варна) (1942 – 1950), Спартак (София) (1951 – 1953) и Славия (1953 – 1961). Вицешампион със Спартак (София) през 1951 и 1952 и със Славия през 1954, 1955 и 1959 г. Голмайстор на А група през 1951/52 – 10 гола с екипа на Спартак (София) и през 1953/54 – 25 гола и 1957/58 – 9 гола с екипа на Славия. Има 185 мача и 97 гола за Славия в А група. Рекордьор е за Спартак (Варна) със 148 гола в градското, областното, държавното първенство и купата на страната. Има 16 мача и 10 гола за „соколите“ в А група. С екипа на Спартак (София) е изиграл 70 мача и е вкарал 21 гола. За националния отбор е играл в 7 мача и е вкарал 2 гола (1952 – 1954). Д. Ташков е един от най-добрите нападатели за своето време. „Заслужил майстор на спорта“ от 1960 г. Завършва ВИФ „Георги Димитров“, специалност „Футбол“ и треньорска школа в СССР. Като треньор на Славия (от 1963 до 1969 и от 1973 до 1974 г.) през 1964 и 1966 г. печели купата на страната и през 1967 г. извежда отбора до полуфинал за КНК. От 1974 до 1975 г. е старши треньор на Спартак (Варна). Ръководи националния отбор в 6 мача (2 мача през 1966 г. и 4 мача през 1979 г.). Бил е треньор на Раджа Казабланка в Мароко и на два пъти на Омония Никозия в Кипър.

## Успехи

### Състезателна кариера
Голмайстор на А група – 3 пъти (1952 със Спартак (София); 1954 и 1958 със Славия)
Вицешампион – 5 пъти (1951, 1952 със Спартак (София); 1954, 1955, 1958/59 със Славия)
Полуфиналист в първенството – 3 пъти (1945, 1946 и 1948 със Спартак (Варна))
Купа на България – финалист 2 пъти (1952 със Спартак (София); 1954 със Славия)

### Треньорска кариера

#### Със Славия
Купа на България – 2 пъти (1964 и 1966)
Вицешампион – 1966/67
Трето място – 4 пъти (1963/64, 1964/65, 1965/66 и 1972/73)
Полуфинал за КНК – 1966/67
Начело на Славия има 228 мача, което е рекорд за треньор на „белия“ отбор. Балансът му е 102 победи, 71 равенства и 55 загуби при 342:245 голова разлика.

#### С Раджа Казабланка
Купа на Мароко – 2 пъти (1977 и 1982)

#### С Омония Никозия
Шампион – 2 пъти (1971/72 и 1982/83)
Купа на Кипър – 2 пъти (1972 и 1983)
Суперкупа на Кипър – 1983

#### С България
Начело на националния отбор на България има 6 мача, като балансът му е 4 победи и 2 загуби при 15:8 голова разлика.